# غلبهار العليا (بربرود الغربي)
غلبهار العلیا (بالفارسية: گل بهار علیا) هي قرية تقع في إيران في قسم بربرود الغربي الریفي. يقدر عدد سكانها بـ 74 نسمة .